# Wang Zhi
Wang Zhi ( en chino, 王直 or 汪直), seudónimo de Wufeng (五峰), fue un señor pirata chino del siglo XVI, una de las principales figuras entre los piratas wako predominantes durante el reinado del emperador Jiajing. Originalmente se desempeñó como un comerciante de sal, Wang Zhi se dedicó luego al contrabando durante el período de prohibiciones marítimas de la dinastía Ming que prohibía todo comercio exterior, para finalmente convertirse en el jefe de un sindicato pirata que se extendía por los mares del este y sur de China, desde Japón hasta Tailandia. A través de su comercio clandestino, se le atribuye la difusión de armas de fuego europeas en el este de Asia y su papel en la conducción de los primeros europeos (los portugueses) en llegar a Japón en 1543. Por otro lado, el emperador Ming y el gobierno culparon a Wang Zhi de los estragos de las incursiones de Jiajing wokou, por lo que encarcelaron y luego ejecutaron a Wang Zhi en 1560 cuando estaba en tierra en China tratando de negociar una relajación de sus prohibiciones marítimas.

## Biografía

### Primeros años
Wang Zhi era nativo del condado de Shè Xiàn de Huizhou (en la actual ciudad de Huangshan, Anhui). Su madre se apellidaba Wāng (汪) a diferencia del Wáng de su padre (王). Debido a los apellidos similares de sus padres, algunas fuentes se refieren a Wang Zhi por el apellido de su madre, lo que hace que su nombre sea Wāng Zhi 汪直 en lugar de Wáng Zhi 王直. Wang Zhi se convirtió en comerciante de sal temprano en su vida, siguiendo la tradición mercantil de Huizhou que había sido rejuvenecida por el fácil acceso al monopolio de sal del gobierno Ming. Sin embargo, a pesar de acumular una riqueza considerable por el comercio de la sal, su negocio fracasó y se vio obligado a buscar fortuna en la provincia sureña de Guangdong con sus socios comerciales Xu Weixue (徐惟學). ) y Ye Zongman (葉宗滿) en 1540. Debido a la laxa regulación del comercio marítimo en Guangdong, Wang Zhi y sus asociados pudieron construir grandes embarcaciones tipo juncos aptos para navegar, que usaron para transportar mercancías de contrabando como salitre, sedas y algodón a los mercados de Sudeste asiático y Japón. Durante su tiempo en el sudeste asiático, conoció a los portugueses, que habían estado en la zona desde que capturaron Malaca en 1511 .
En ese momento, los tratos de Wang Zhi con los extranjeros eran ilegales ya que todo el comercio marítimo privado había sido prohibido desde el comienzo de la dinastía Ming. Según la prohibición, todo el comercio marítimo debía realizarse a través del "comercio de tributos" sancionados oficialmente, en el que los estados extranjeros presentaban tributos a la corte china, se reconocían como vasallos de los Ming y recibían obsequios como señal del favor imperial. Este comercio, además de ser humillante para los extranjeros involucrados, era inadecuado para las demandas de los mercados, tanto nacionales como extranjeros, ya que los Ming tenían reglas estrictas sobre la frecuencia con la que un vasallo podía venir a presentar tributo. El comercio de contrabando de Wang Zhi proporcionó el suministro a la demanda que no fue satisfecha por el comercio sancionado oficialmente.

### Papel en la introducción de armas portuguesas en Japón
El 23 de septiembre de 1543, Wang Zhi acompañó a algunos portugueses en un barco a Tanegashima, una isla japonesa al sureste de Kyushu, en un viaje que marcó una de las primeras veces que los europeos pisaron Japón.  Los registros japoneses de este evento se refieren a Wang Zhi como Wufeng (五峯) y lo describen como un erudito confuciano de los Ming que pudo comunicarse con los japoneses locales escribiendo caracteres chinos en la arena, ya que China y Japón compartían la misma escritura en ese momento. La extraña aparición de los portugueses causó sensación local, y finalmente fueron llevados ante el señor de la isla, Tanegashima Tokitaka. El interés del joven señor se centró en las mechas que llevaban los portugueses, y Wang Zhi actuó como intérprete de los portugueses para explicar el funcionamiento de las armas. Las armas fueron copiadas rápidamente y su uso se extendió por todo Japón, intensificando las guerras del período Sengoku . Por lo tanto, las armas se conocían en todo Japón como tanegashima, el nombre de la isla.
La introducción de mechas portuguesas en Japón aumentó considerablemente la demanda de salitre, un ingrediente vital de la pólvora, una demanda que Wang Zhi estaba dispuesto a satisfacer. Dado que Japón no producía su propio salitre, Wang Zhi trajo salitre chino y siamés a Japón, entre otros productos, mientras transportaba azufre japonés (otro ingrediente de la pólvora) a Siam. En el proceso, se hizo inmensamente rico y ganó una reputación entre los japoneses y los países extranjeros.
Dado que Japón estaba atravesando un período prolongado de guerra civil, al igual que la falta de una autoridad central efectiva (ni el emperador ni el shōgun tenían ningún poder real en ese momento) hizo que Wang Zhi fuera libre de celebrar acuerdos de patrocinio con el daimyō regional que ejercía el control real sobre los territorios. Al principio, Wang Zhi estableció una base en la isla de Fukue, después de haber negociado con el clan Uku (宇久氏), señores de las islas Gotō, para establecerse allí. Pronto creció un barrio chino al otro lado del río desde el castillo del clan Uku. Wang Zhi también mantuvo una residencia en Hirado en el extremo noroeste de Kyushu, y disfrutó del patrocinio de su señor Matsura Takanobu . La presencia de Wang Zhi en Hirado atrajo a otros piratas mercantes y a los portugueses, que enviaban su "barco negro" a Hirado casi todos los años hasta el establecimiento de Nagasaki .

### El sindicato Shuangyu

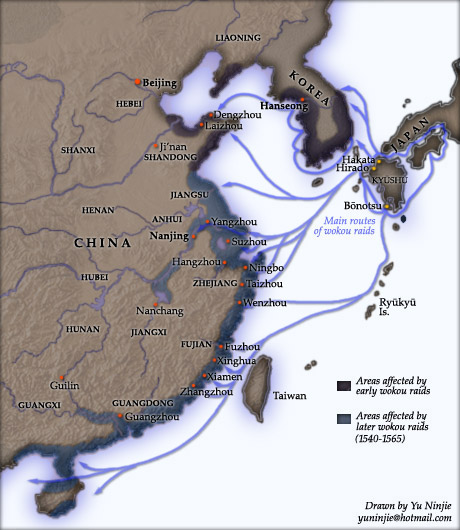
Mapa de las incursiones de wokou en la época de Wang Zhi (azul), con rutas marítimas desde Japón

En 1544, Wang Zhi se unió a los hermanos Xu, los jefes de un sindicato de piratas con sede en Shuangyu que también eran nativos del condado de Shè Xiàn, el hogar de Wang Zhi. Se dieron cuenta de la experiencia y la capacidad comercial de Wang Zhi, por lo que Wang Zhi ascendió rápidamente para convertirse en su supervisor financiero (管庫). Más tarde, lo nombraron comandante de la flota armada (管哨) y consejero de asuntos militares, y fue reverenciado como Capitán Wufeng (五峰船主).
La conexión de Wang Zhi con Japón rápidamente resultó útil para los hermanos Xu cuando, en el mismo año, un barco japonés en una misión de tributo no oficial a China pasó por Tanegashima y aterrizó en la ciudad portuaria china de Ningbo . Este barco japonés no llevaba los documentos adecuados y fue rechazado por los funcionarios de Ningbo, y Wang Zhi pudo convencer a los emisarios de que intercambiaran sus mercancías ilícitamente en la cercana Shuangyu. Al año siguiente, Wang Zhi llevó a más comerciantes japoneses a Shuangyu mientras alentaba a Xu Dong (許棟), el líder de los hermanos Xu, para enviar sus propios barcos a Japón. A partir de entonces, Shuangyu se convirtió en el principal puerto de contrabando para los comerciantes japoneses en China.
A medida que la empresa de Wang Zhi crecía, comenzó a contratar combatientes japoneses para proteger su cargamento de las bandas de piratas rivales y de la armada Ming y, finalmente, para derrotar a otros piratas y asimilar a sus seguidores en su propio consorcio. Los residentes locales de Shuangyu admiraban a Wang Zhi y ayudaron voluntariamente a los piratas, ya que el comercio de contrabando trajo una riqueza considerable a la isla. Los aldeanos, que anteriormente dependían de la agricultura de subsistencia y la pesca para ganarse la vida, se dedicaron a fabricar armas y armaduras para Wang Zhi y otros piratas de la zona: "[Ellos] derritieron monedas de cobre para fabricar perdigones, usaron salitre para fabricar pólvora, hierro para hacer espadas y armas de fuego, y cuero para hacer sus armaduras". Su admiración por los piratas era tal que no solo proveían a los piratas de las necesidades diarias, sino que también les daban mujeres y comprometían a sus propios hijos. Muchos jóvenes se unieron voluntariamente al grupo de Wang Zhi.
La corte de los Ming desaprobó el comercio ilegal y las actividades piratas con sede en Shuangyu. En una noche tormentosa de junio de 1548, una flota al mando del veterano general Zhu Wan arrasó Shuangyu y llenó su puerto de piedras, dejándolo permanentemente inutilizable. A pesar de las numerosas bajas, Wang Zhi logró escapar de Shuangyu con la ayuda de los vientos del monzón de verano. Xu Dong huyó al extranjero, lo que dejó a Wang Zhi para asumir el control del sindicato que Xu Dong dejó atrás. Dado que Wang Zhi ya había controlado la flota y el tesoro de los hermanos Xu, la oposición a su ascenso al liderazgo fue mínima.

### Rey de Hui: El señor pirata wokou

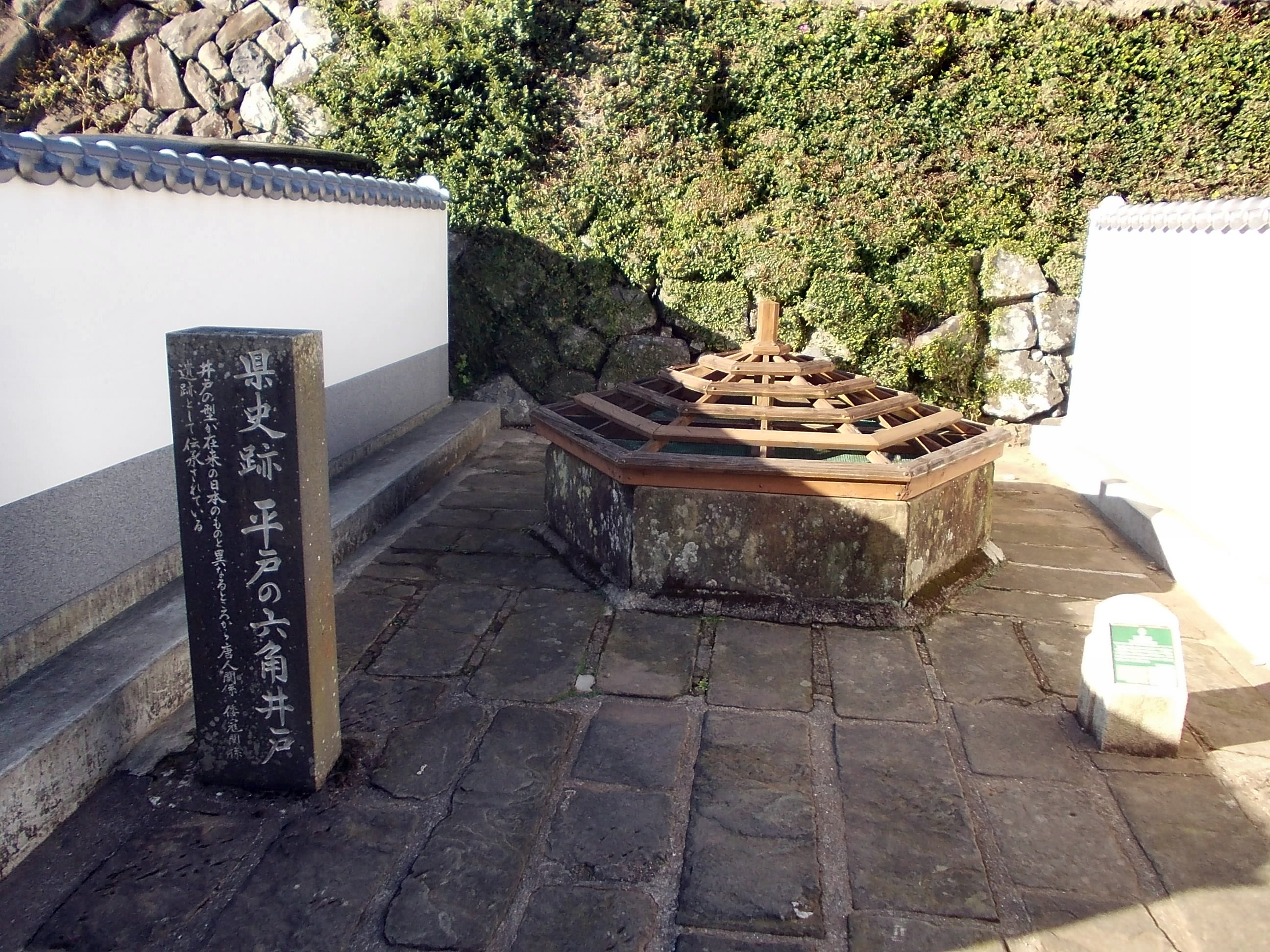
Pozo hexagonal de estilo Ming en Hirado de la época de Wang Zhi.

La destrucción de Shuangyu interrumpió el sistema relativamente ordenado de comercio ilegal que anteriormente se centraba en el puerto, y los contrabandistas se dispersaron por la costa china, y algunos se convirtieron en piratas en el proceso. Por su parte, Wang Zhi se restableció en Ligang (瀝港, también llamado Liegang 列港, en la isla Jintang ) y continuó expandiendo sus negocios. Adoptó a Mao Haifeng (毛海峰), un comerciante de Zhejiang experto en el uso de cañones portugueses, como su hijo y utilizó el conocimiento de este último para equipar sus barcos con cañones. En 1551, lideró una coalición de piratas-mercaderes para destruir a su rival Chen Sipan (陳思泮 ) con la connivencia de los oficiales militares de Ningbo. Con la derrota de Chen Sipan, se aseguró la supremacía de Wang Zhi en los mares de China. Muchos piratas cayeron detrás de Wang Zhi, y se dijo que ningún barco se atrevía a navegar sin su estandarte.
En un intento por que el gobierno Ming levantara la prohibición marítima y legitimara su comercio ilícito, Wang Zhi describió su expansión como un mantenimiento de la paz en la costa. Colaboró con los funcionarios Ming al entregar a Chen Sipan a las autoridades. A pesar de estos esfuerzos, las autoridades Ming endurecieron las restricciones más tarde en 1551 al prohibir que incluso los barcos de pesca salieran al mar, y Wang Zhi solo fue recompensado con 100 cargas de arroz por su molestia. Wang Zhi, indignado, arrojó el arroz al mar y envió sus flotas piratas a saquear la costa china. Los Ming respondieron enviando al general militar Yu Dayou con varios miles de juncos de guerra para desalojar a Wang Zhi de Ligang en 1553. Wang Zhi huyó a Japón.
Wang Zhi pronto se restableció en las Islas Gotō e Hirado, donde previamente había establecido puntos de apoyo con la connivencia del daimyō local. Allí Wang Zhi se llamó a sí mismo Rey de Hui (徽王), se vistió con los colores reales y se rodeó de abanderados. Se decía que en Hirado, Wang Zhi tenía hasta 2.000 trabajadores y poseía cientos de barcos. La influencia de Wang Zhi en Japón creció más allá de sus bases en las islas Gotō e Hirado cuando estableció contacto con hegemonías como el clan Ōtomo de Bungo y el clan Ōuchi de Yamaguchi, y sus asociados que estaban integrados en la corte de los Clan Satsuma de Kagoshima .
Reuniendo a forajidos de todo Japón y mezclándolos en sus bandas predominantemente chinas, Wang Zhi envió flotas piratas para asaltar la costa del continente desde sus bases insulares. Los piratas se llamaban wako ("piratas japoneses") y las incursiones se conocen como las incursiones de Jiajing wakou . Los ataques de los wakou comenzaron como incursiones rápidas en los asentamientos costeros para obtener provisiones y bienes para el comercio, luego regresaron a sus barcos y se fueron. Eventualmente, la situación escaló hasta el punto en que una incursión pirata podría contar con cientos de barcos, derrotar guarniciones y asediar asientos de distrito. Las ciudades costeras desde Corea hasta Guangdong se vieron afectadas, e incluso Nankín, la capital secundaria de Ming, relativamente interior, se vio amenazada. Wang Zhi podría haber esperado que con tal demostración de fuerza el gobierno Ming pudiera ser intimidado para legalizar el comercio exterior privado, mientras que él siempre sostuvo que nunca dirigió una redada en persona. Sea como fuere, el gobierno Ming consideró a Wang Zhi como el líder en última instancia responsable de la devastación en la costa, y el emperador Jiajing ordenó la captura de Wang Zhi, vivo o muerto.

### Negociaciones con el gobierno Ming y muerte
En julio de 1555, se asignó a Hu Zongxian, un nativo de Huizhou como Wang Zhi, para que se ocupara del problema del wokou . A diferencia de sus predecesores de línea dura como Zhu Wan, Hu Zongxian estaba abierto a liberalizar el comercio para poner fin a la piratería. Hu Zongxian envió enviados a Japón con el doble propósito de solicitar asistencia a las autoridades japonesas y establecer contacto con Wang Zhi para incitarlo a rendirse. Como muestra de buena voluntad, también liberó a la familia de Wang Zhi de la prisión y los trasladó a su cuartel general en Hangzhou bajo su cuidado y supervisión. Wang Zhi y Mao Haifeng se reunieron con los enviados en las islas Gotō, donde les explicaron que no había ninguna autoridad en Japón que pudiera ordenar a los piratas japoneses que cesaran sus actividades. Por otro lado, se sintieron atraídos por la oportunidad de legalizar su comercio y se ofrecieron a luchar contra otros piratas por los Ming a cambio del perdón de sus crímenes y el permiso para presentar tributo. Hu Zongxian transmitió el mensaje a la corte imperial en Beijing, que respondió con escepticismo e indignación: los tributos solo podían ser presentados por extranjeros, por lo que la solicitud de Wang Zhi tenía implicaciones sediciosas para el gobierno Ming. En cualquier caso, el tribunal no objetó la oferta de Wang Zhi de luchar contra los piratas en su nombre, y pronto Mao Haifeng comenzó a limpiar los nidos de piratas en la isla de Zhoushan .
Durante la reunión en las Islas Gotō, Wang Zhi también advirtió que Xu Hai (徐海), un líder pirata en su consorcio, se dirigía a asaltar China y Wang no pudo detenerlo a tiempo. Los esfuerzos de paz tuvieron que suspenderse cuando Hu Zongxian se ocupó de la incursión de Xu Hai en 1556. Durante la redada, Xu Hai se sorprendió al escuchar que Wang Zhi estaba negociando su propia rendición con Hu Zongxian, y Hu Zongxian pudo usar esto para manipular a Xu Hai para que traicionara a sus aliados. Finalmente, la redada fue sofocada con la muerte de Xu Hai y otros líderes, y las negociaciones entre Wang Zhi y Hu Zongxian pudieron reanudarse.
El 17 de octubre de 1557, Wang Zhi llegó a Cengang (岑港) en la isla de Zhoushan con una gran flota comercial enviada por Ōtomo Sōrin, quien se sintió animado por la perspectiva de que China abriera el comercio con Japón. Los funcionarios locales temían que se tratara de otra invasión wokou y prepararon a las tropas. Además, a su llegada, Wang Zhi se enteró de un complot del lugarteniente de Hu Zongxian, Lu Tang, para sobornar a los hombres de Ōtomo para presentar a Wang Zhi con cuerdas, lo que hizo que los piratas mercantes sospecharan de las intenciones de Hu. Hu Zongxian solo pudo disipar sus temores enviando a un alto funcionario a los piratas como rehén. Entonces Wang Zhi estableció sus términos para la rendición: buscó un perdón imperial, una comisión naval y que los puertos se abrieran para el comercio; a cambio, se ofreció a patrullar la costa y persuadir a los asaltantes para que regresaran a las islas por la fuerza si fuera necesario. Hu Zongxian estaba preparado para enviar un memorial al trono sobre la petición de Wang Zhi, pero el clima político había cambiado rápidamente contra la apertura del comercio. El patrocinador político de Hu Zongxian, Zhao Wenhua, el principal impulsor de una política de apaciguamiento, había sido acusado de malversación de fondos. El propio Hu Zongxian fue objeto de un rumor de que recibió sobornos de Wang Zhi y Ōtomo para perdonar sus crímenes y acceder a sus solicitudes. La situación política no permitió que Hu Zongxian le pidiera al emperador que perdonara a Wang Zhi. En lugar de ensuciarse las manos, Hu Zongxian le dijo a Wang Zhi que presentara su petición al censor investigador Wang Bengu (王本固), un político de línea dura, en Hangzhou .
En diciembre, confiado en sus perspectivas y en su invulnerabilidad, Wang Zhi aterrizó en Hangzhou. Allí recibió un trato respetable por parte de las autoridades, que temían enemistarse con sus seguidores, mientras ellos averiguaban qué hacer con él. Durante este tiempo, Hu Zongxian le pidió a Wang Zhi que ayudara a fabricar mechas para el ejército Ming, lo que llevó a que el arma se usara ampliamente en China. Finalmente, en febrero del próximo año, Wang Bengu hizo que encarcelaran a Wang Zhi, donde todavía se le daban los lujos de novedades, libros y alimentos saludables. Wang Zhi creía que se trataba de un arreglo temporal y mantuvo la esperanza de obtener un indulto hasta el 22 de enero de 1560, cuando un edicto imperial dictó la sentencia de muerte. Fue llevado al lugar de ejecución en un palanquín, y solo al llegar se dio cuenta de que iba a ser ejecutado. Llamó a su hijo, le dio una horquilla como recuerdo, luego lo abrazó y gritó: "¡Nunca imaginé que me ejecutarían aquí!". Luego fue decapitado ante una audiencia. Su esposa e hijos fueron reducidos a la condición de esclavos. Mao Haifeng hizo desmembrar al rehén de Hu Zongxian y abandonó las esperanzas de paz; las incursiones de los wokou continuaron hasta 1567.

## Legado

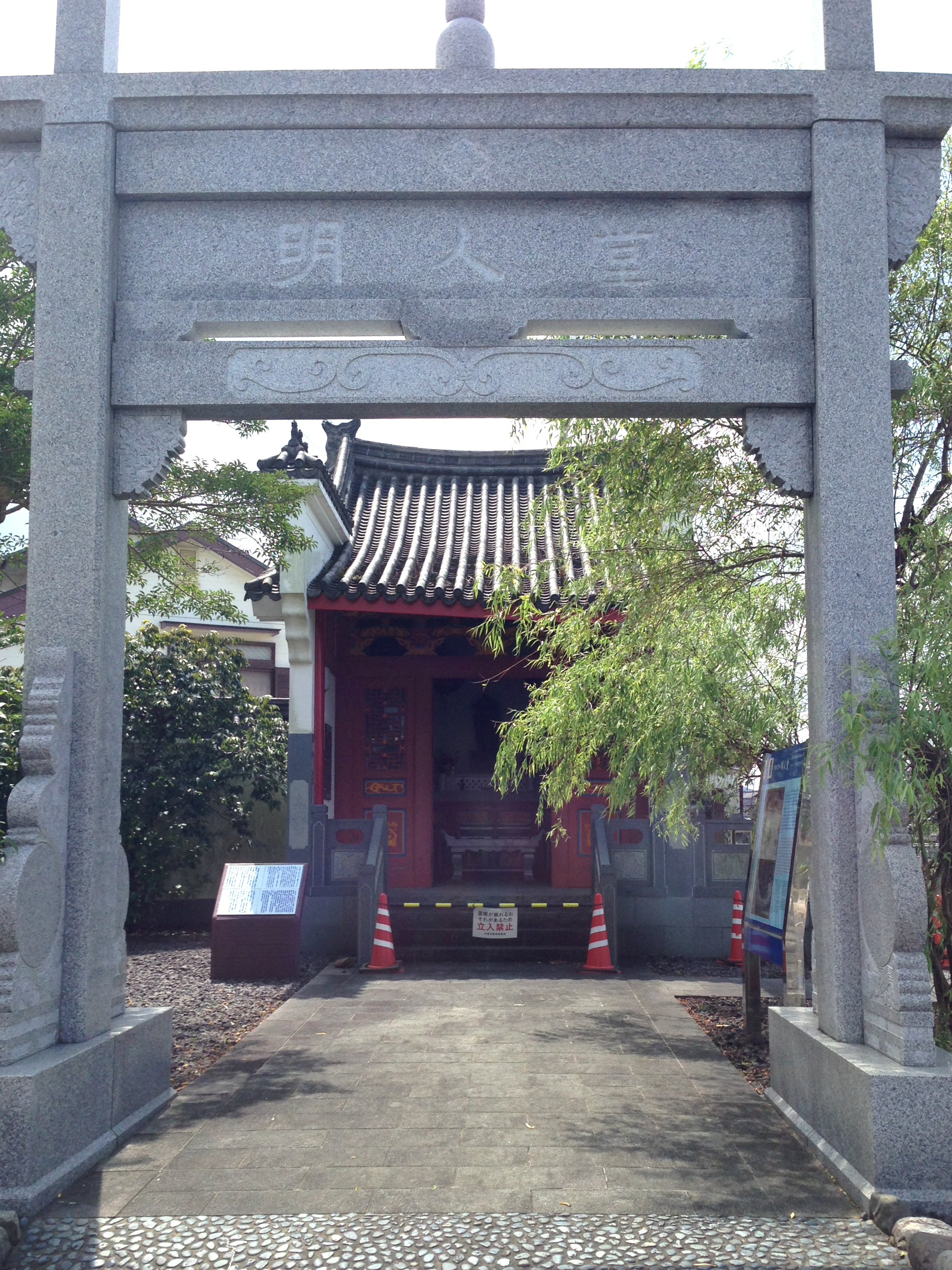
Minjindō (明人堂; "Salón del pueblo Ming"), reconstrucción del templo chino que frecuentaba Wang Zhi en la isla de Fukue

Wang Zhi dejó un legado difícil, ya que era al mismo tiempo un comerciante que fomentaba el comercio marítimo y un "rey pirata" que estaba a la cabeza de una empresa violenta. Años después de la muerte de Wang Zhi, su nombre siguió siendo tóxico y se utilizó como herramienta para difamar a los opositores políticos. En 1562, Hu Zongxian se vio obligado a retirarse después de que lo acusaran de ser demasiado indulgente y amistoso con Wang Zhi (ya que eran de la misma región), entre otras supuestas transgresiones. En otra purga en 1565, Xu Jie alegó que el hijo de su rival Yan Song, Yan Shifan (嚴世蕃) participó en un complot para derrocar a la dinastía con los restos de la banda pirata de Wang Zhi. Yan Shifan fue ejecutado y Hu Zongxian, implicado en el asunto, murió en prisión. Incluso las invasiones japonesas de Corea de 1592 a 1598 se relacionaron con Wang Zhi en la Historia de Ming, ya que afirmaba que Toyotomi Hideyoshi ganó la confianza para invadir Corea y China de los restos de la pandilla de Wang Zhi, quien dijo que los chinos temían a los japoneses "como si fueran tigres". La reputación de Wang Zhi como pirata y rebelde continuó hasta el día de hoy en China, y algunos lo llamaron traidor a la raza ( hanjian) por colaborar con los piratas japoneses.
Hoy en Japón, Wang Zhi es conmemorado como una figura comercial chino-japonesa en lugar de como pirata, y los lugares asociados con él se encuentran en Fukue e Hirado. Los pozos hexagonales de estilo chino de la época de Wang Zhi se conservaron en Fukue e Hirado, y se reconstruyó un templo chino en Fukue que, según se dice, frecuentaba Wang Zhi. En Hirado, Wang Zhi es célebre por traer a los portugueses a la ciudad, marcando el comienzo del comercio de Nanban en Japón y un período de prosperidad en Hirado. Se colocó una estatua de Wang Zhi, junto con estatuas de los primeros europeos que llegaron a Hirado, en el camino que conduce al museo de historia local, y una estela de piedra se encuentra en el sitio donde solía estar la mansión de Wang Zhi.
Los puntos de vista opuestos sobre Wang Zhi llegaron a un punto crítico en 2005, cuando un profesor de la Universidad Normal de Nankín y un maestro rompieron una estela monumental en la tumba de Wang Zhi en la ciudad de Huangshan . La tumba había sido erigida en el año 2000 gracias a las donaciones de un grupo de japonés con sede en Fukue, con la aparente intención de promover la amistad entre Fukue y Huangshan. Los vándalos afirmaron que estaban justificados al desfigurar la tumba ya que los japoneses le habían faltado el respeto a China al construir un monumento a un traidor racial. El monumento fue finalmente demolido por las autoridades provinciales por violar las normas que rigen las tumbas. El asunto fue ampliamente reportado como noticia nacional en China, atrayendo la atención pública sobre los debates en torno a Wang Zhi y provocando una nueva ola de investigación sobre las redadas de Jiajing wokou .

### Citas
1. ↑  Miyake, 2012, p. 188. For example, the History of Ming records his name as 汪直, whilst the Annals of Zhejiang lists his name as 王直.
2. ↑  Miyake, 2012, p. 185.
3. ↑  Chin, 2010, p. 50.
4. 1 2 3  Chin, 2010, p. 51.
5. ↑  Miyake, 2012, p. 190.
6. ↑  Higgins, 1980, p. 31.
7. ↑  Lidin, 2002, pp. 27, 32.
8. ↑  Lidin, 2002, p. 35.
9. ↑  Lidin, 2002, p. 3.
10. ↑  Sun, 2013, p. 142.
11. 1 2 3  Miyake, 2012, p. 189.
12. ↑  Clulow, 2012, p. 537.
13. ↑  
Chin, 2010; Igawa, 2010.
14. 1 2  Petrucci, 2010, p. 62.
15. ↑  Chin, 2010, p. 160 note 22.
16. ↑  Wills, 1979, p. 212.
17. ↑  Ptak, 1998, p. 247.
18. ↑  Lim, 2010, p. 131.
19. ↑  
Geiss, 1988, p. 495; Ho, 2011, p. 89.
20. ↑  
Ptak, 1998, p. 288; Ueda, 2016, p. 102.
21. ↑  Ueda, 2016, pp. 104–5.
22. ↑  Chonlaworn, 2017, p. 189.
23. ↑  Elisonas, 1991, p. 260.
24. ↑  Elisonas, 1991, pp. 258–9.
25. ↑  So, 1975, p. 32.
26. ↑  Geiss, 1988, p. 496.
27. ↑  Ptak, 1998, p. 288.
28. ↑  So, 1975, p. 35.
29. 1 2 3  Geiss, 1988, p. 499.
30. ↑  So, 1975, pp. 105–6.
31. ↑  So, 1975, pp. 106–7.
32. ↑  Hucker, 1974, p. 294.
33. ↑  So, 1975, p. 108.
34. ↑  So, 1975, p. 109.
35. ↑  Lim, 2010, p. 132.
36. ↑  
So, 1975, p. 109; Geiss, 1988.
37. ↑  So, 1975, p. 185.
38. 1 2  Lim, 2010, p. 133.
39. ↑  So, 1975, p. 149.
40. ↑  Cai, 1558.
41. ↑  So, 1975, p. 110.
42. ↑  Geiss, 1988, p. 504.
43. ↑  Goodrich y Fang, 1976, p. 636.
44. ↑  So, 1975, p. 188.
45. ↑  Chonlaworn, 2017, p. 191.
46. ↑  Shi, Yi (3 de febrero de 2005). «蘇浙兩教師夜砸"漢奸"墓». People's Daily Online (en Chinese (China)). Consultado el 11 de octubre de 2018.
47. 1 2  Lim, 2017, pp. 28–29.